# Великая Польша

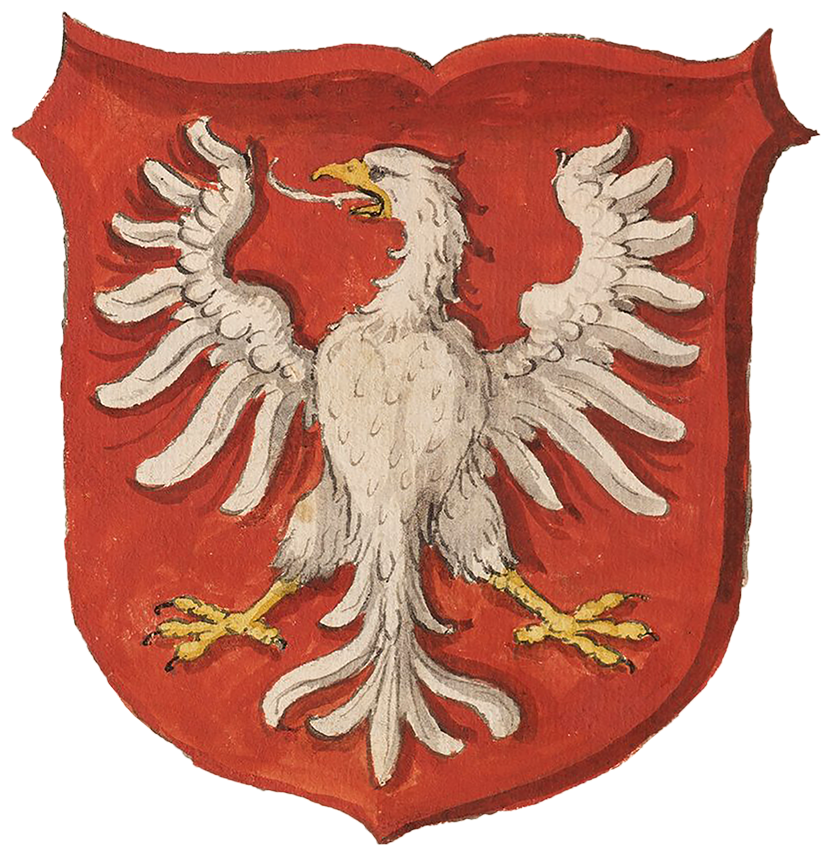
Исторический герб Великой Польши.

Вели́кая По́льша (пол. Wielkopolska, Wielko-Polska) — историческая область, некогда составлявшая ядро Польши, в бассейне реки Варты. 
Название Великая Польша (лат. Polonia Maior) впервые упоминается в 1257 году, в другом источнике указан 1242 год. В 1920-е годы название Великая Польша лишь исторический термин и в географической литературе не употребителен.

## История
Великая Польша исторически являлась ядром образования польского государства. Во второй половине X века великопольский князь Мешко I объединил под своей властью бо́льшую часть земель, населённых поляками, и заложил таким образом основу Польского королевства. В 1138 году, после наследственного раздела Польши между сыновьями Болеслава III Кривоустого, на этих землях возникло Великопольское княжество во главе с князем Мешко III и его потомками. Князь Великопольский Пржемыслав II в 1295 году короновался королём Польши, однако после его смерти в 1296 году центр борьбы за объединение польских земель перешёл к Малой Польше и Куявии. Великопольское княжество было окончательно присоединено к Польскому королевству в 1314 году.
До 1772 года Великая Польша название одной из трёх провинций Польско-литовской республики. В состав Великопольской провинции входили воеводства:
- Познанское, с землею Веховской;
- Калишское;
- Серадзское, с землею Велюнской;
- Ленчицкое;
- Брест-Куявское;
- Иновроцлавское, с землёй Добржинской;
- Плоцкое;
- Раевское;
- Мазовецкое;
- Хелминское, с землёй Михайловской;
- Мальборгское;
- Поморское;
- епископское княжество Вармия[3].

В 1793 году по Второму разделу Речи Посполитой Великая Польша отошла к Пруссии. В 1807 году эта территория вошла в состав герцогства Варшавского, созданного по инициативе Наполеона I, а после Венского конгресса (1814—1815) западная часть с Познанью была присоединена к Пруссии, а восточная с Калишем — к Российской империи.
По условиям Версальского мирного договора 1919 года Великая Польша возвращена в состав Польского государства.

### Великопольские князья (годы)
Некоторые историки владевших титулом «великопольский князь» определяют следующие персоны (возможно представлены не все):
- Мешко III Старый (1138—1177, 1194—1202)
- Одон (1177—1194)
- Владислав III Тонконогий (1202—1229)
- Владислав II Одонич (1229—1239)
- Генрих I Бородатый (1234—1238)
- Пржемыслав I (1239—1247)
- Болеслав Благочестивый (1239—1279)
- Пржемыслав II (1279—1296)
- Владислав Локетек (1296—1300, 1314—1333)

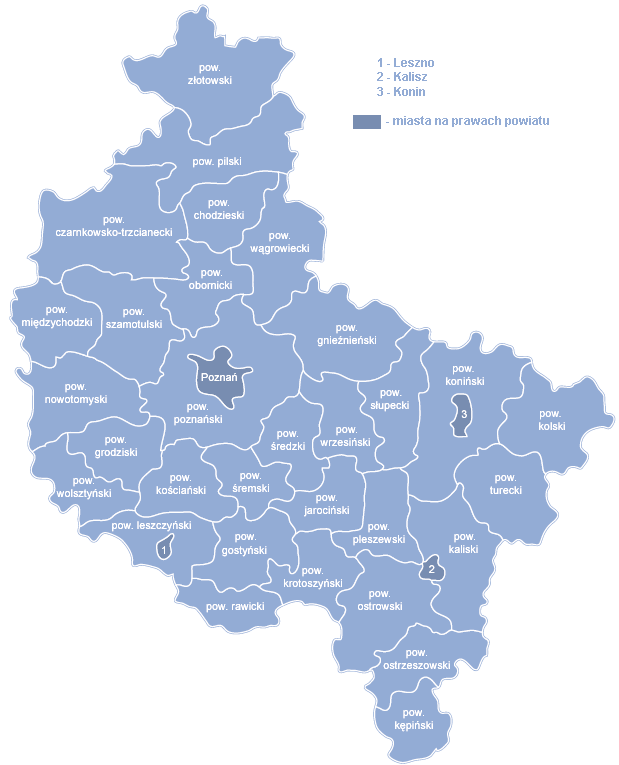
Великопольское воеводство
(с 1999 года)

- Вацлав I (1300—1305)
- Вацлав II (1305—1306)
- Генрих III Глоговский (1306—1309)
- Генрих IV Верный (1309—1314)

## География
Территория исторической области представляет собой Великопольскую низменность — часть Среднеевропейской равнины. Важнейшая река региона — Варта. В северной части Великой Польши находится множество небольших озёр.
Крупнейшие города бывшей Великой Польши (данные на 2004 год):
- Познань (571 тыс. чел.)
- Калиш (110 тыс. чел.)
- Конин (80 тыс. чел.)
- Пила (75 тыс. чел.)
- Острув-Велькопольский (74 тыс. чел.)
- Гнезно (72 тыс. чел.)

В настоящее время территория Великой Польши входит в состав современного Великопольского воеводства, а также частично в состав Любушского, Куявско-Поморского и Лодзинского воеводств.